# Pseudopristilophus descarpentriesi
Pseudopristilophus descarpentriesi – gatunek chrząszcza z rodziny sprężykowatych i podrodziny Prosterninae.

## Występowanie
Gatunek ten jest endemitem Madagaskaru.